# Toni-L

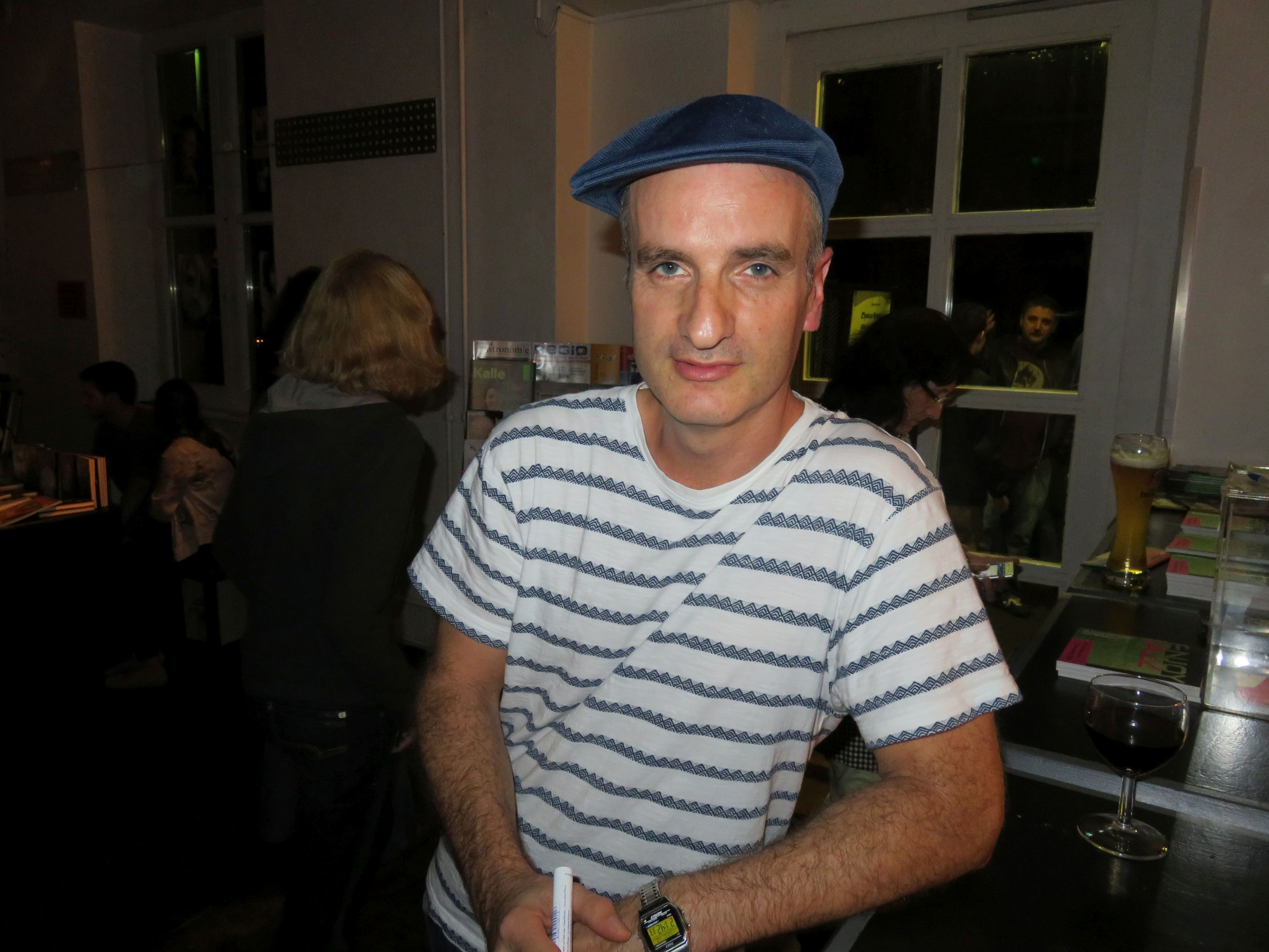
Toni-L, 2016

Toni-L (* 11. September 1969 in Heidelberg; bürgerlich Toni Landomini) ist ein deutscher Musiker und Rapper italienischer Abstammung. Toni-L ist Gründungsmitglied der 1987 in Heidelberg gegründeten Rap-Formation Advanced Chemistry, die als eine der ersten deutschen Rap-Gruppen überhaupt angesehen wird. Des Weiteren begründete er auch das für die frühe Zeit des deutschen Hip-Hops prägende Label MZEE und ist heute Geschäftsführer des Freien Hip-Hop Instituts in Heidelberg.

## Leben

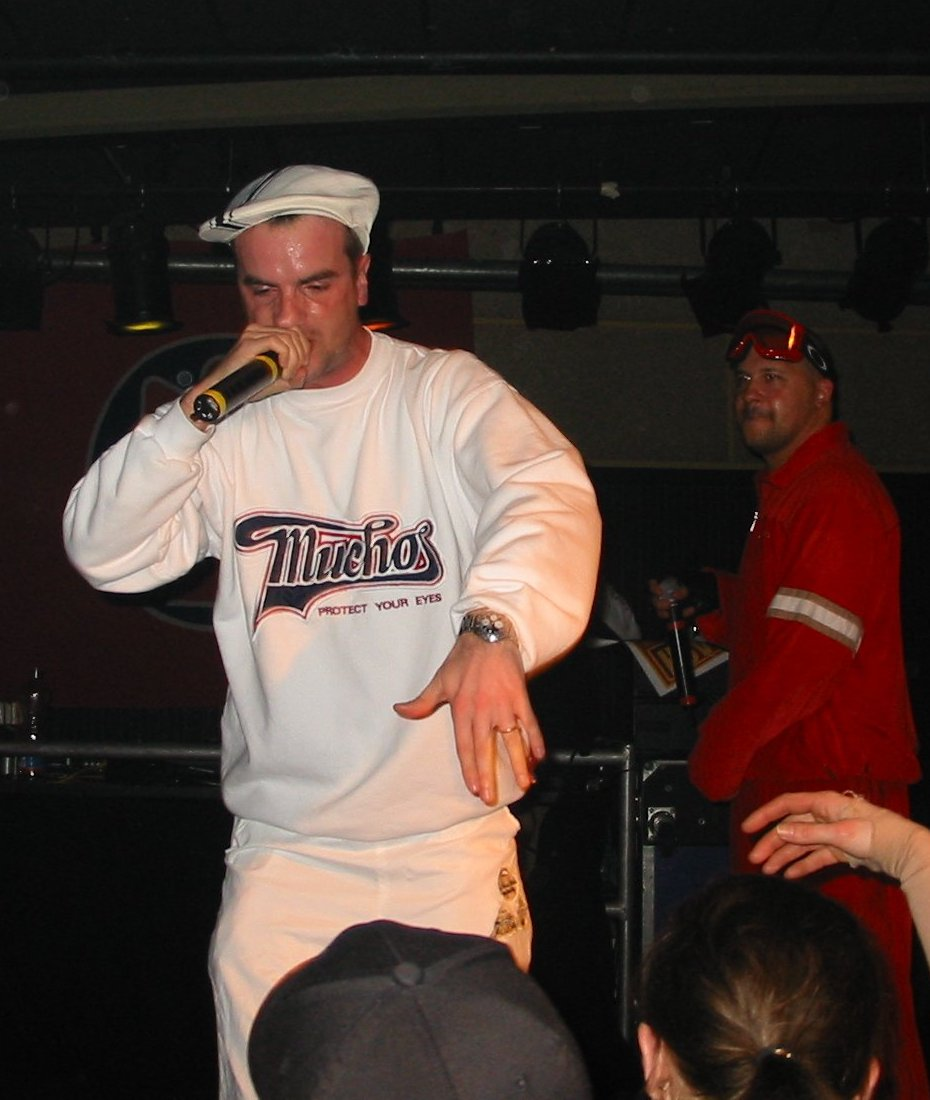
Toni-L, 2004

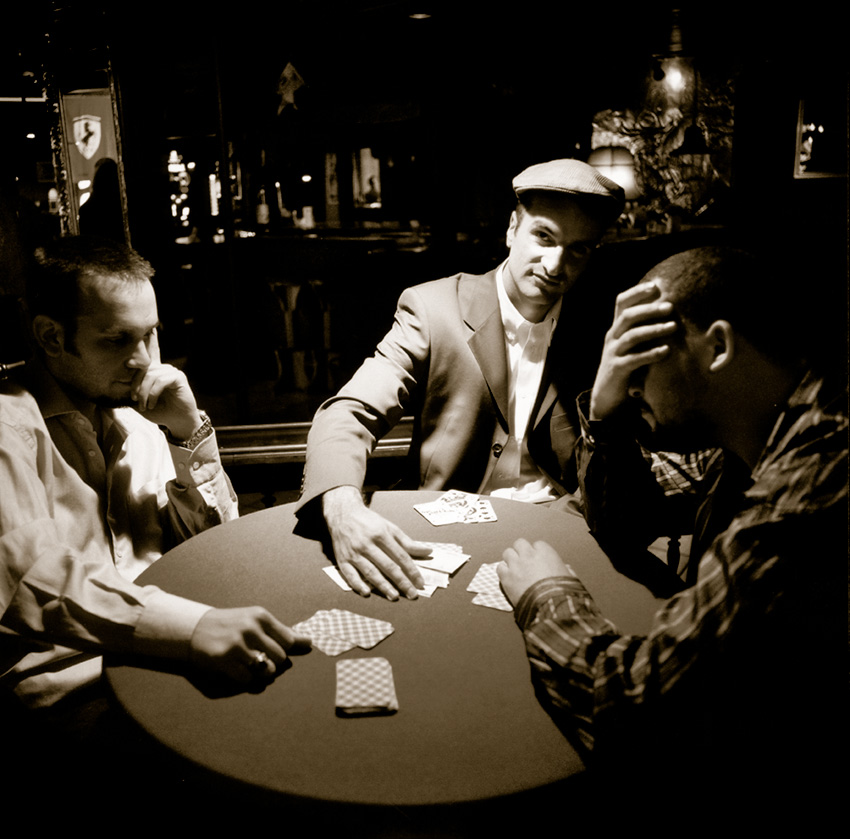
Toni-L (Mitte) beim Pokern mit Torch (rechts) und Boulevard Bou (links), 2002

Bereits in den 1980er-Jahren, während seiner Schulzeit in Heidelberg, beginnt Toni-L mit Mitschülern zu rappen und zu breaken. Dort lernt er auch die späteren Mitglieder von Advanced Chemistry kennen. Nach Abschluss der Schule erlernt er den Beruf des Kochs, weshalb er in Folge auch oft von sich als „Toni, der Koch“ spricht. 1987 gründet Toni-L (italienischer Herkunft) dann gemeinsam mit Torch (haitianischer Herkunft), Linguist (ghanaischer Herkunft), Gee One (chilenischer Herkunft) und DJ Mike MD (deutscher Herkunft) die erste deutschsprachige Rapgruppe Advanced Chemistry. Aufgrund ihrer multiethnischen Zusammensetzung thematisiert die Gruppe sehr oft die Probleme von Migranten in Deutschland – so kommt es Anfang der 1990er-Jahre zu politisch brisanten und auch medienwirksamen Liedern wie „Fremd im Eigenen Land“, „Welcher Pfad führt zur Geschichte“ und „Operation Artikel 3“.
1992 gründet Toni-L gemeinsam mit anderen das Musiklabel MZEE, welches sich in den kommenden Jahren zu einem der namhaftesten deutschen Rap-Labels entwickelt. Bald darauf trennt er sich jedoch von MZEE und wird 1995 Mitbegründer eines neuen Labels namens 360° Records, um auf diesem Label Advanced Chemistrys einzigen, selbstbetitelten Longplayer zu veröffentlichen.
1997 erscheint dann sein Solo-Album Der Pate, ebenfalls auf 360° Records. 1998 gründet Toni-L gemeinsam mit den belgischen Souterrain Squade und den italienischen Gente Guasta die europäische Formation La Connessione, die jedoch nur European Attack veröffentlicht. Nach vier Jahren Pause bzw. einigen Feature-Parts, beispielsweise auf Torchs Blauer Samt-LP, veröffentlicht Toni-L 2002 sein zweites Solo-Album „Der Funkjoker“ (auf 360° Records erschienen). Schließlich arbeitet er 2005 mit den Brothers Keepers (u. a. D-Flame, Denyo, Torch, Bantu, Xavier Naidoo, Chima, Tyron, Ono, Germ, Ebony Prince, und Afrob) an der Maxi-Single Bereit. 2005 erscheint auch der Track „Der Zug rollt“ mit dem Schweizer DJ Def Cut und „Weisst du wer?“ mit Blumentopf und Black Tiger anlässlich des 10-jährigen Jubiläums von 360° Records.
2007 erschien das Album „Funkanimal“, das gemeinsam mit der Funk-Band Safarisounds produziert wurde. Dieses Album wurde mit der Band in einer Session live im Studio eingespielt und enthält neben neuen Tracks auch Neueinspielungen einiger Toni-L- und Advanced-Chemistry-Songs.
Toni-L ist gelernter Koch, was er u. a. in einem frühen AC-Song „Toni der Koch“ thematisierte.
Am 30. Januar 2020 übergab Toni-L im Beisein der Presse knapp 5000 Archivalien aus dem Bestand von Advanced Chemistry an das Stadtarchiv Heidelberg.

## Diskografie

### Solo
- Party Service (1997)
- Der Pate (1997, LP & CD, 360° Rec)
- Der Funkjoker (2002, LP & CD, 360° Rec)
- 360° SOS (mit Rival Capone) (2003, 12", 360° Rec)
- Der Zug rollt (feat. Def Cut) (2005, 12", 360° Rec)
- Funkanimal (mit Safarisounds) (2007, LP/CD, 360° Rec)
- 360° SOS part II (mit Rival Capone, Torch & Virtuoso) (2008, 12", 360° Rec)
- Toni-L Compilation „Features“ (2013, LP, 360° Rec)

### Mit Advanced Chemistry
- Fremd im eigenen Land (1992, 12" & MCD, MZEE Records)
- Welcher Pfad führt zur Geschichte? (1993, EP & CD, MZEE Records)
- Operation Artikel 3 (1994, 12" & CD)
- Dir fehlt der Funk
- Advanced Chemistry (1995, 2xLP & CD)

Des Weiteren ist Toni-L als Feature u. a. auf dem Album „Blauer Samt“ von Torch, „Zimmer 101“ von Peripherique und „Voyage“ von Irie Révoltés vertreten. 2016 veröffentlichte MC Rene das Album „Khazraje“, bei dem Toni-L neben Retrogott von Huss und Hodn bei „Win Win“ mitwirkt.